# 越鳥斎
越鳥斎（えっちょうさい、生没年不詳）とは、江戸時代の大坂の絵師。

## 来歴
小柴守直の門人。俗名は山本信厚、大坂の人で越鳥斎と号す。作画期は明和から安永の頃にかけてで、鶴沢探山の孫弟子にあたる狩野派の絵師であったが、作として残る絵手本は英一蝶の画風に近いとされる。

## 作品
- 『雅意筆意　画図絶妙』三巻　絵手本　※明和9年（1772年）自跋、安永3年（1774年）序、内題は「略画早手本」とあり。京都升屋勘兵衛版
- 『画図珍選』三巻　※安永3年（1774年）刊行